# ECW World Heavyweight Championship
ECW World Heavyweight Championship var en VM-titel inden for wrestling og blev forsvaret i både Extreme Championship Wrestling (ECW) (1992-2001) og i World Wrestling Entertainment (WWE) (2006-2010) på ECW-brandet under navnet ECW Championship. Titlen havde dog kun status som VM-titel fra 1999 til 2001. Titlen blev introduceret i 1992 i Eastern Championship Wrestling og var ECW's vigtigste titel indtil 2001, hvor WWE opkøbte ECW. I 2006 blev titlen genetableret af WWE, som lavede ECW til et tredje brand (sammen med RAW og SmackDown). I 2010 blev ECW-brandet erstattet af WWE NXT. 

## Historie
Titlen startede under navnet Eastern Championship Wrestling (ECW) Heavyweight Championship i National Wrestling Alliance (NWA) i 1992. Det var Jimmy Snuka, der blev den første ECW-mester. Eastern Championship Wrestling forlod dog NWA i 1994, og organisationen blev samtidig omdøbt til Extreme Championship Wrestling. Pro Wrestling Illustrated anerkendte først ECW World Heavyweight Championship som en ægte VM-titel i 1999, og titlen beholdt denne status indtil 2001, hvor ECW blev opkøbt af World Wrestling Entertainment (WWE). Titlen var inaktiv fra 2001 til 2006.
I juni 2006 genoplivede WWE dog titlen i forbindelse med skabelsen af et tredje brand – ECW. WWE kaldte titlen for ECW World Championship, og WWE's første ECW-mester var Rob Van Dam. I juli 2007 blev titlen omdøbt til ECW Championship, muligvis for at understrege, at titlen ikke var en VM-titel på lige fod med WWE's to andre VM-titler – WWE Championship og WWE World Heavyweight Championship. I 2010 droppede WWE ECW-brandet pga. for lave seertal, og samtidig endte også ECW Championship. Den sidste mester var Ezekiel Jackson. Titlen har derfor været inaktiv siden 2010.
I 2012 tog den sidste ECW-mester (under ECW-banner) Rhino sit ECW-bælte med til en titelkamp i den nyopstartede wrestlingorganisation Resistance Pro. Rhino tabte kampen (og i princippet også sit bælte) til den regerende mester Harry Smith. Rhinos ECW-bælte er dog ikke legimt associeret med ECW World Heavyweight Championship, for WWE har fortsat rettighederne til brugen af titlen og bæltet.